# أليكسي أفشينين
أليكسي نيكولايفيتش أفشينين ((بالروسية: Алексей Николаевич Овчинин)‏، (بالروسية: ɐlʲɪkˈsʲej nʲɪkɐˈlaɪvʲɪtɕ ɐfˈt͡ɕinʲɪn)‏
 مواليد 28 سبتمبر 1971 في ريبينسك، ياروسلافل أوبلاست، جمهورية روسيا الاتحادية الاشتراكية السوفيتية، هو رائد في القوات الجوية الروسية ورائد فضاء، الذي تم اختياره في عام 2006. قام أفشينين بأول رحلة فضائية له في عام 2016، وتم تعيينه كقائد سيوز إم إس-10 في عام 2018.

## حياة سابقة
تخرج من المدرسة الثانوية رقم 2 في مدينة رايبانسك.
من أغسطس 1988 إلى سبتمبر 1990، كان طالباً في مدرسة بوريسوغلبسك العسكرية العليا للطيارين، ومن سبتمبر 1990 إلى أغسطس 1992، طالب في المدرسة العليا للطيارين العسكريين في ييسك حيث تأهّل كمهندس تجريبي.
من أغسطس 1992 إلى فبراير 1998 شغل منصب مدرب طيار في فوج تدريب الطيران (TAR) في المدرسة العليا للطيارين العسكريين في ييسك. من فبراير 1998 إلى سبتمبر 2003 كان مدرب طيار، ثم قائد قسم الطيران بمعهد كراسنودار للطيران العسكري (MAI) في كوتلنيكوفو (منطقة فولغوغراد). من سبتمبر 2003، وحتى التحاقه كرائد فضاء، شغل منصب قائد وحدة الطيران في فوج الطيران المنفصل عن التدريب التجريبي السبعين للأغراض الخاصة (OITAPON). لديه أكثر من 1300 ساعة طيران في ياكوفليف ياك-52 وآيرو إل-39 ألباتروس. أفشينين مؤهل كمدرب طيار درجة ثانية.
بأمر من وزير الدفاع في الاتحاد الروسي في عام 2012 تم طرده من احتياط القوات المسلحة.

## مهنة رائد الفضاء
في 11 أكتوبر 2006 - في اجتماع اللجنة المشتركة بين الإدارات لاختيار رواد الفضاء - تمت التوصية به كمرشح رائد فضاء في مركز يوري جاجارين لتدريب رواد الفضاء.
من 16 إلى 22 يونيو 2008 في سيفاستوبول، شارك في تدريب مركبات الهبوط مع روبرت ثيرسك (كندا) وريتشارد جاريوت (الولايات المتحدة الأمريكية). كان التدريب مخصصًا للهبوط على الماء.
في 9 يونيو 2009، تأهل ليكون «رائد فضاء مجرب» وحصل على شهادة رائد فضاء رقم 205. في 1 أغسطس 2009، تم تعيينه كرائد اختبار في مركز تدريب رواد الفضاء يوري غاغارين. في أكتوبر 2009، في مركز بايكونور، شارك في التدريب في وحدة الأبحاث البسيطة (MRM). في 26 أبريل 2010، حصل على شهادة رائد فضاء في مركز يوري جاجارين لتدريب رواد الفضاء NII FGBU. في سبتمبر 2013، شارك في مهمة CAVES (مغامرة تعاونية من تقييم وممارسة السلوك البشري ومهارات الأداء)  في كهوف سا غوتا في جزيرة سردينيا (إيطاليا). خلال المهمة، عمل خمسة ملاحي فضاء ورائد فضاء (مايكل بارات وجاك فيشر وجيريمي هانسن وباولو نيسبولي وساتوشي فوروكاوا) من مختلف وكالات الفضاء في فريق متعدد الثقافات والأعراق في ظروف قاسية تحت الأرض.
قام بالتدريب كجزء من طاقم النسخ الاحتياطي لشركة Soyuz TMA-16M، التي تم إطلاقها في 27 مارس 2015. في خريف عام 2015، جرب كل من أفشينين ورائد الفضاء Oleg Skripochka 160 من أطباق الطهي المصممة لرواد الفضاء على متن محطة الفضاء الدولية، على مدار 8 أيام. تم تقييم الغذاء على مقياس من 9 نقاط.

### إكسبيديشن 47/48

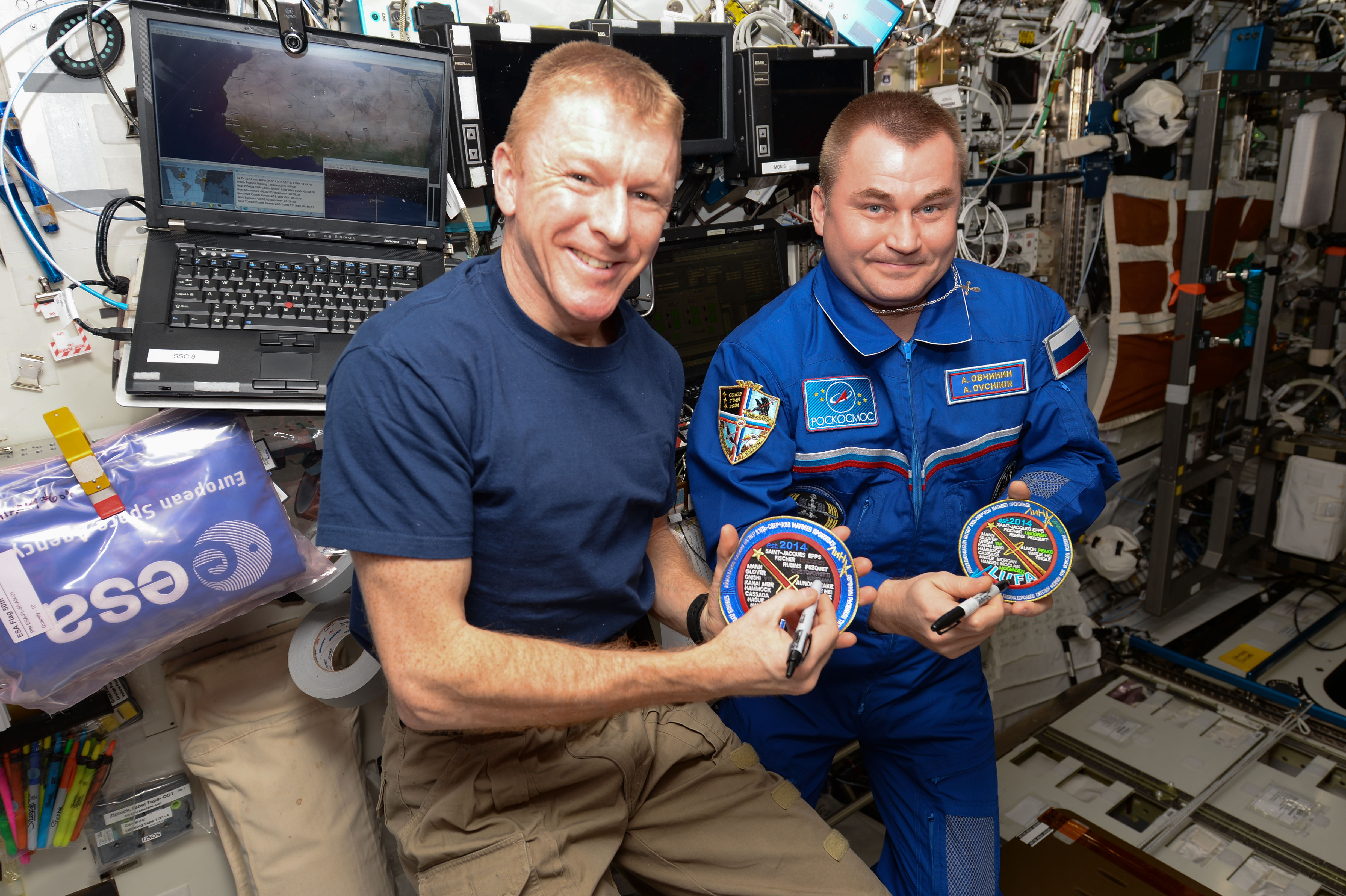
أفشينين مع زميله تيم بيك فيإكسبيديشن 47

أطلق أفشينين إلى الفضاء في أول رحلة له بصفة قائد سويوز TMA-20M التي بدأت في 18 مارس 2016 21:26 بالتوقيت العالمي المنسق، للانضمام إلى محطة الفضاء الدولية كجزء من إكسبيديشن 47 / 48. عاد إلى الأرض مع زملائه في طاقم العمل في 7 سبتمبر 2016 بعد 172 يومًا في المدار.

### إكسبيديشن 57 (ملغاة)
في 11 أكتوبر 2018، صعد أفشينين و نيك هيغ إلى سيوز إم إس-10 في طريقهما إلى المحطة الفضائية الدولية للانضمام إلى الرحلة 57، ولكن تم إلغاء الإطلاق في منتصف الرحلة بسبب فشل الداعم؛ هبط الطاقم بسلام بعد هبوط البالستية. ألغيت رحلة مركبة الفضاء سويوز إم إس-10 على ارتفاع حوالي 50 كيلومتر (31 ميل) عندما وصلت إلى ذروة 93 كيلومتر (58 ميل)، أقل بقليل من خط كارمان، قبل الهبوط 19 دقيقة و 41 ثانية بعد الإطلاق.

### إكسبيديشن 59/60
أُطلق أفشينين إلى محطة الفضاء الدولية مرة أخرى في 14 مارس 2019، حيث سافر على متن سيوز إم إس-12 مع رواد الفضاء الأمريكيين نيك لاهاي وكريستينا كوخ. انضم الثلاثي إلى طاقم إكسبيديشن 59، إلى جانب القائد أوليج كونونينكو ومهندس الطيران ديفيد سان جاك وآن ماكلاين. تولى أوفشينين قيادة محطة إكسبيديشن 60 بعد مغادرة كونونينكو وسان جاك وماكلين في 24 يونيو 2019.